# Paolo Nutini

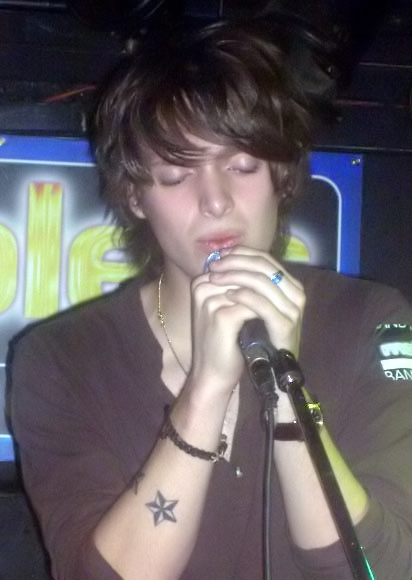
Paolo Nutini

Paolo Nutini, född 9 januari 1987 i Paisley, är en skotsk sångare/låtskrivare. Lite efter sin artonårsdag, så fick Paolo ett skivkontrakt med Atlantic Records och den 17 juli 2006 kom debutalbumet These Streets. Albumet innehåller bland annat låten "Jenny Don't Be Hasty", där Paolo beskriver sitt förhållande med en äldre kvinna. 
2007 medverkade Paolo på Live Earth-galan och hans musik har även hörts i tv-serierna CSI och Scrubs.

## Album
- These Streets – 17 juli 2006
- Sunny Side Up – 2009
- Caustic Love - 16 september 2014

## Singlar
- Last Request – 4 juli 2006
- Jenny Don't Be Hasty – 25 september 2006
- Rewind – 4 december 2006
- New Shoes – 2007
- Candy – 2009
- Better Man - 2014
- Scream (Funk My Life Up) - 2014